# Amel Smaoui
Amel Smaoui (arabe : امال السماوي) est une actrice, animatrice de télévision et journaliste tunisienne.

## Carrière médiatique
Amel Smaoui débute à la télévision en 1999, dans l'émission Chams Alik sur Canal+ Horizons, où elle est animatrice auprès de Nejib Belkadhi. Animatrice sur Mosaïque FM, elle quitte la radio pour co-animer avec Frédéric Mitterrand les émissions 24 heures à... pour TV5, avant de revenir en Tunisie, sur Nessma, où elle produit les émissions Envoyé spécial Maghreb et Non solo moda Maghreb et anime l'émission Wesh We Cannes en 2009. Elle devient ensuite directrice de la programmation pour Shems FM en 2010.
En 2013, elle prend la direction des programmes de la chaîne privée Telvza TV et y anime le concours culinaire Cool Jina. Elle fait une apparition remarquée dans le dernier documentaire de Michael Moore, Where to Invade Next,. En 2016, elle anime l’émission "Quoi d’9 " sur la chaine Attessia TV. 
Elle est par ailleurs correspondante de BFM TV en Tunisie.

## Filmographie

### Cinéma

#### Longs métrages
- 2002 : Poupées d'argile de Nouri Bouzid
- 2004 : La Villa de Mohamed Damak

#### Courts métrages
- 1999 : En face[8] de Mehdi Ben Attia et Zina Modiano
- 2006 : Qui a tué le prince charmant ? de Farès Naânaâ
- 2006 : Il faut que je leur dise[9] d'Amel Smaoui

#### Documentaires
- 2015 : Where to Invade Next de Michael Moore

### Télévision

#### Séries
- 2004 : Loutil de Slaheddine Essid : Inés
- 2005 : Chaâbane fi Ramadhane de Salma Baccar : Lamis

#### Doublage
- 2009-2013 : Tunis 2050 de Sami Faour : Nihel (voix)